# Maria Lluïsa Puentes i Caixal
María Lluïsa Puentes Caixal (l'Hospitalet Llobregat, 1936 – Barcelona, desembre de 2013) va ser una jugadora de basquetbol catalana. Membre del Club Esportiu Cottet, va guanyar dos Campionats de Catalunya i un d'Espanya el 1960. Fou internacional en dues ocasions, destacant la seva participació en el primer partit de la selecció espanyola femenina de basquetbol el 16 de juny de 1963 al Pavelló Esportiu de Malgrat de Mar, on va anotar dos punts. L'any 2010 fou distingida amb el trofeu Històric del Basquet Català, atorgat per la Fundació del Bàsquet Català.

## Palmarès
- 2 Campionat de Catalunya de bàsquet femení: 1962. 1963
- 1 Copa espanyola de bàsquet femenina: 1960